# Wang Jingwei
Advertiment: en els noms xinesos el cognom va al davant; en aquest cas és Wang.

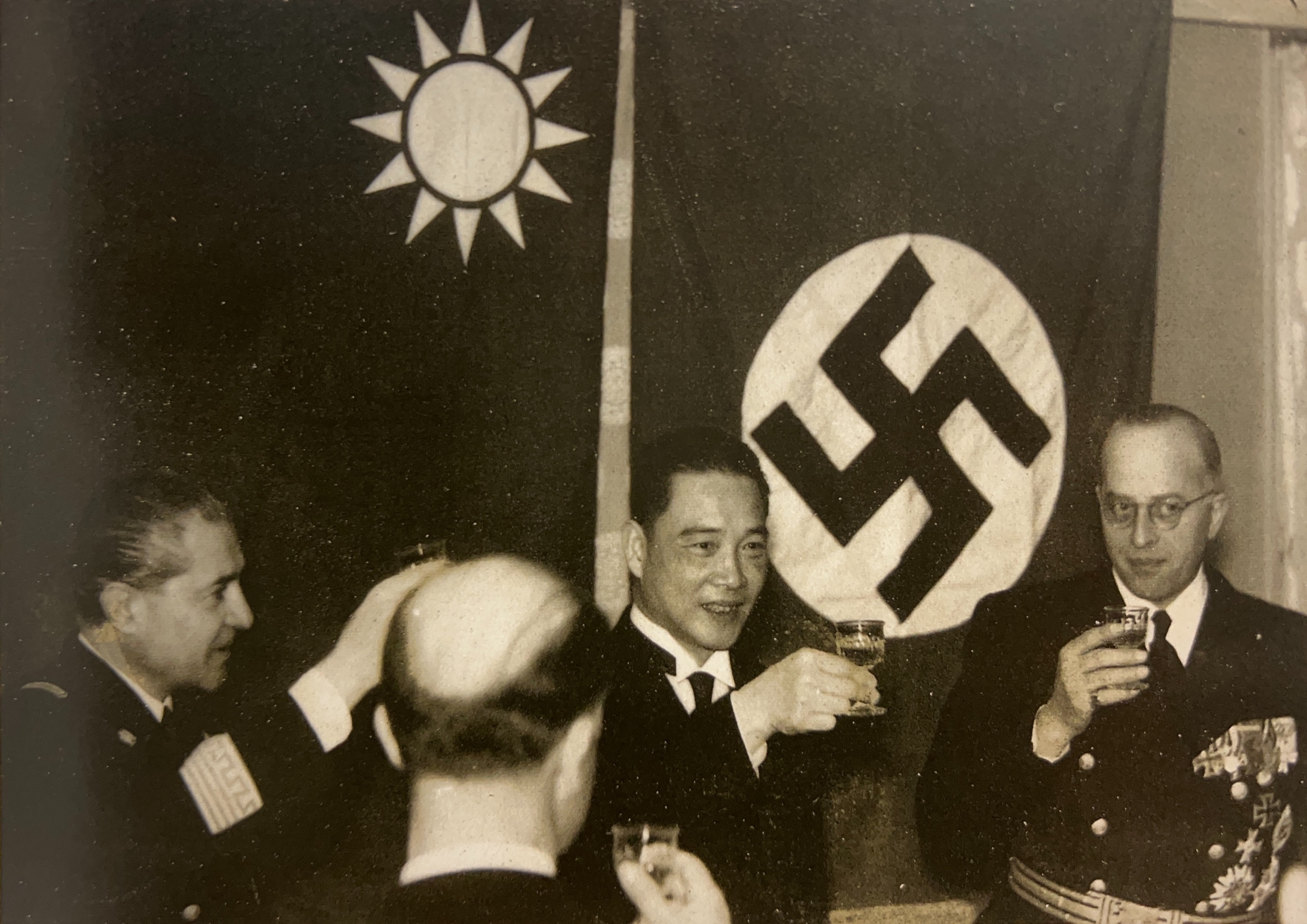
Wang Jingwei fent un brindis amb alguns nazis (1941)

Wang Jingwei (xinès simplificat: 汪精卫, xinès tradicional: 汪精衛, pinyin: Wāng Jīngwèi), pseudònIm de Wang Tiaoming (Chao-ming), (Sanshui. província de Guangdong, 4 de maig de 1883 - Nagoya, Japó, 10 de novembre de 1944) fou un polític xinès.

## Biografia
Mentre va estudiar al Japó, on va tenir accés a les idees procedents d'Occident (inicialment va ser influït per l'anarquisme), va contactar amb la societat secreta Tongmenghui i Sun Yat-sen. Fou condemnat a cadena perpètua per haver intentat executar alts càrrecs manxús. Alliberat arran de la caiguda de la dinastia Qing (1911), gràcies a la seva oratòria i les seves idees antiimperialistes es va fer molt popular. Després de viatjar a França contacta altre cop amb Sun Yat-sen (1917), amb el qual va tenir una estreta relació de col·laboració. Amb la mort del líder republicà el 1925 semblava que era la persona més indicada per succeir-lo. Wang representava l'ala esquerrana del KMT Kuomintang (denominació que algun historiadors consideren que era deguda al fet que l'altra facció representava simplement un contrapès realment dretà). Fou partidari de continuar la col·laboració amb els comunistes malgrat que, essent d'idees progressistes, era un anticomunista convençut (encara que havia realitzat tasques conjuntes amb Mao Zedong).
Finalment, la línia de Chiang Kai-shek es va imposar i s'inicià una campanya de persecució de comunistes arreu del país. Wang, malgrat que anteriorment havia intentat oposar-s'hi amb armes, acabà acceptant el lideratge de Chiang i col·laborà amb el govern de Nanjing i el seu pensament polític va fer un gir per la seva admiració pels règims feixistes. Amb la invasió de Manxúria, Chiang dimiteix i, llavors, Wang dirigirà el país (alhora que Chiang esdevé cap de l'exèrcit). Quan esclatà la Segona Guerra Sinojaponesa abandonà Chiang, fuig a la Indoxina francesa (on va escapar d'un atemptat d'agent del KMT) i acceptà l'oferta dels invasors nipons de formar un govern titella a Nanjing conegut com a Govern Nacionalista de Nanjing. Mor d'una malaltia en unes circumstàncies poc clares al Japó (1944). La seva figura ha estat bescantada tant per les autoritats de la República Popular de la Xina com les del Kuomintang a Taiwan; essent considerat un traïdor.

## Vegi¡s també
Altres col·laboracionesites:
- Ding Mocun
- Yoshiko Kawashima